# سلطنة هادية
سلطنة هادية مملكة قديمة ما بين القرن الثالث عشر الميلادي وَالقرن الخامس عشر الميلادي تقع في جنوب غرب إثيوبيا، جنوب نهر النيل الأزرق وغرب شيوا. كان يحكمها شعب هادية، الذي كان يتحدث لغة هادية الكوشية.